# Monzonit

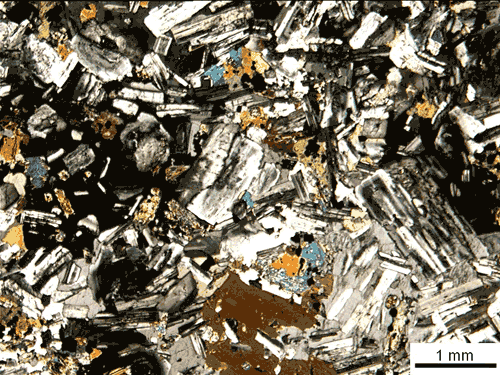
Mẫu lát mỏng monzonit dưới kính hiển vi (dưới ánh sáng phân cực)

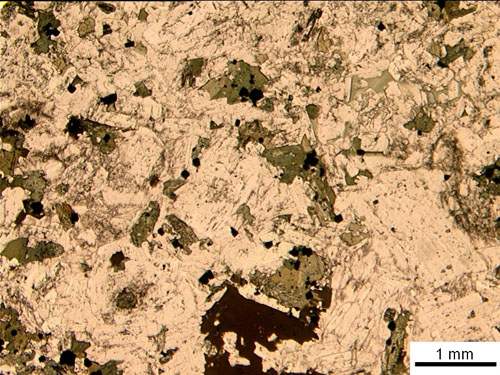
Mẫu lát mỏng monzonit dưới kính hiển vi (ánh sáng phân cực)

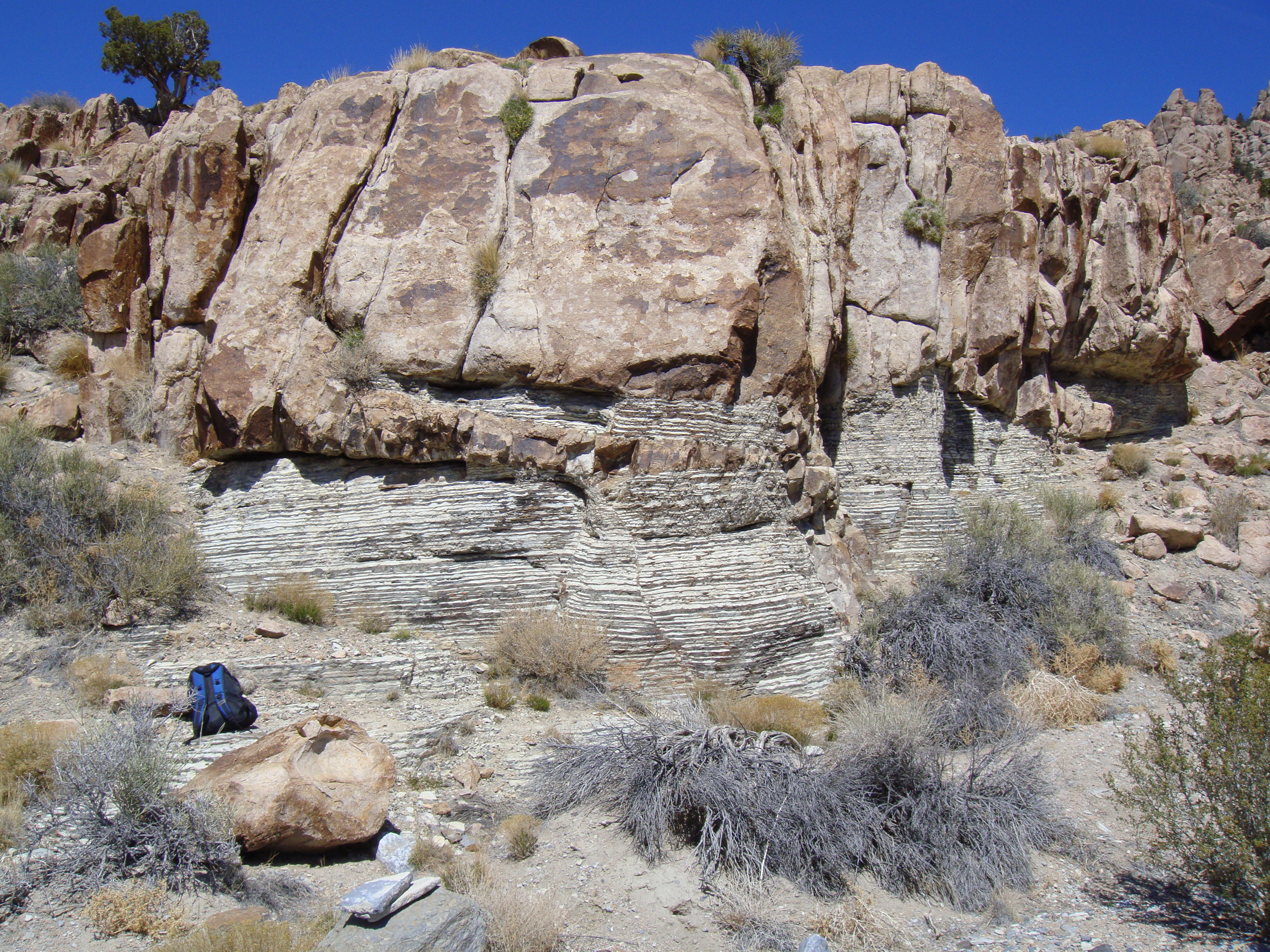
Thể xâm nhập (Notch Peak monzonite) inter-fingers (một phần ở dạng đai mạch) với đá bị cắt qua bị biến chất mạnh (đá cacbonat tuổi Kỷ Cambri). Gần Notch Peak, Dãy núi House, Utah

Monzonit là một loại đá magma xâm nhập, có thành phần gần như bẳng nhau giữa plagioclase và alkali feldspar, trong đó có ít hơn 5% thạch anh. Nó có thể chứa một lượng nhỏ hornblend, biotit và các khoáng vật khác. Nếu hàm lượng thạch anh lớn hơn 5%, thì nó được gọi là monzonit thạch anh.
Nếu đá có hàm lượng alkali feldspar lớn hơn thì được gọi là syenit. Nếu có hàm lượng nhiều hơn về plagioclase calci và các khoáng vật mafic thì đá được gọi là diorit. Đá magma phun trào có thành phần tương tự được gọi là latite.

## Từ nguyên học
Monzonit ban đầu được đặt tên theo dãy núi Monzoni range ở Val di Fassa (tỉnh Trento - Ý) do nơi đây gặp phổ biến loại này.